# Felipe Cheidde
Felipe Cheidde (Fernão, 29 de setembro de 1936 — São Bernardo do Campo, 23 de setembro de 2019) foi um político, empresário e futebolista brasileiro.

## Biografia
Filho de Lídia Burizk Cheidde e Moisés Cheidde, chegou a ser jogador de futebol na década de 1950, tendo atuado por Fluminense, Juventus e São Bernardo, clube onde também foi presidente.
Sua carreira política iniciou-se em 1968, quando disputou a prefeitura de São Bernardo do Campo pela Aliança Renovadora Nacional (ARENA), não tendo êxito. Em 1973, tornou-se diretor-presidente da empresa Comercial e Administradora Feliche Ltda., bacharelando-se em ciências jurídicas e sociais em 1978, mesmo ano em que tentou uma vaga na Câmara dos Deputados, ficando como suplente. Em 1979, com a eliminação do bipartidarismo, Cheidde saiu da ARENA e migrou para o Partido do Movimento Democrático Brasileiro (PMDB), elegendo-se deputado federal em 1982, com 103.389 votos. Votou favoravelmente à Emenda Dante de Oliveira em 1984, e na eleição presidencial realizada no ano seguinte, votou em Tancredo Neves.
Reeleito deputado federal em 1986, Cheidde faltou a um terço das sessões ordinárias da Constituinte, e quando participou, votou favoravelmente ao mandato de 5 anos para o então presidente José Sarney e votou contra a estabilidade no emprego para o servidor público. Ele ainda foi a favor da manutenção do presidencialismo, entretanto não assinou a Constituição promulgada em 1988.

## Cassação e encerramento da carreira política
Em junho de 1989, Felipe Cheidde teve seu mandato cassado por excesso de faltas durante a Assembleia Nacional Constituinte, sendo efetivado o suplente Hélio Rosas. Pouco depois, deixou o PMDB e filiou-se ao Partido Trabalhista Renovador (PTR), entretanto, sua candidatura à reeleição foi negada, sob alegação de que ele não tinha assinado a ficha de filiação no prazo legal. Ele ainda mostrou-se disposto a lançar seu filho, Felipe Cheidde Júnior, a uma vaga de deputado federal em 1990 - os dois não tiveram sucesso nas urnas.
Voltou às atividades empresariais depois do pleito estadual, entretanto ainda teve uma nova chance em 2002 pelo Partido Progressista Brasileiro (PPB), não conseguindo se eleger (recebeu 14.139 votos), encerrando sua carreira política após a eleição. Faleceu em 23 de setembro de 2019, 6 dias antes de completar 83 anos.